# Singac
Singac – jednostka osadnicza w Stanach Zjednoczonych, w stanie New Jersey, w hrabstwie Passaic.